# Llei de rendiments accelerats
En futurologia i història de la tecnologia, el canvi accelerat és un increment en la taxa de progrés tecnològic (i a vegades també social i cultural) al llarg de la història, que pot produir canvis més ràpids i profunds en el futur. Encara que ha sigut desenvolupada per molts altres, la llei està estrictament associada amb les idees i els escrits de Raymond Kurzweil, especialment amb relació a les seves teories sobre la singularitat tecnològica.

## Kurzweil i lallei de rendiments accelerats
La llei de rendiments accelerats que descriu Kurzweil es basa parcialment en la llei de Moore, que estableix que cada any i mig la capacitat de còmput que podem comprar amb el mateix capital es duplica. Kurzweil escriu que des dels inicis de l'univers fins al segle XX ha ocorregut d'aquesta manera i ho atribueix al ritme de l'evolució, considerant l'evolució tecnològica com una continuació de l'evolució biològica. Finalment Kurzweil dedueix que el creixement tecnològic és doblement exponencial perquè l'exponent també augmenta exponencialment.

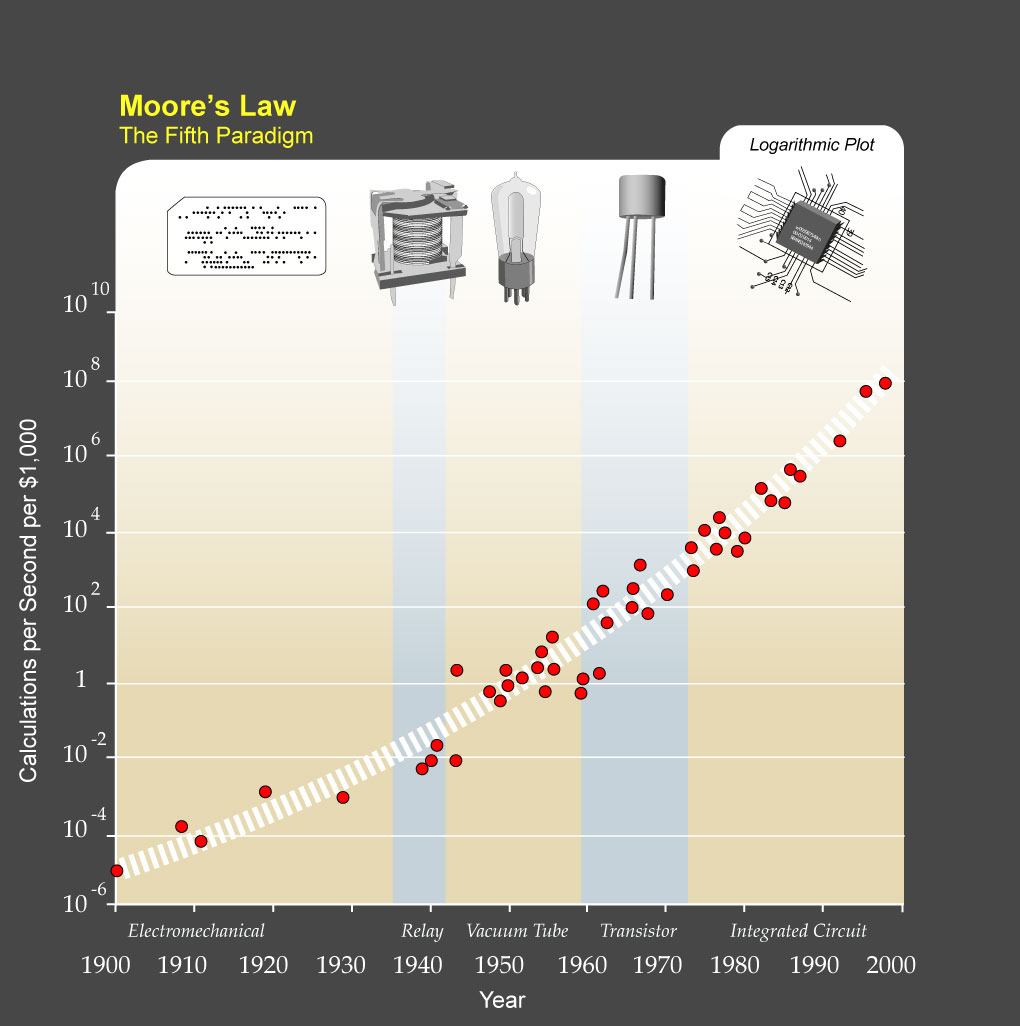
La llei de Moore estesa a altres tecnologies

La llei de Moore descriu un patró de creixement exponencial en la complexitat de circuits semiconductors integrats. Kurzweil estén aquesta teoria per incloure tecnologies futures que disten de circuits integrats. Ell mateix diu que sempre que una tecnologia es trobi amb una barrera, s'inventarà una nova tecnologia que permeti travessar-la, i posa d'exemple nombrosos casos del passat. Així doncs, aquesta revolució serà cada vegada més comuna i s'arribarà a “canvis tecnològics tan ràpids i profunds que representaran una ruptura en el teixit de la història humana”. Per a Kurzweil, aquests fets impliquen que la singularitat tecnològica serà una realitat cap al 2045.
La llei de rendiments accelerats ha alterat de moltes maneres la percepció pública de la llei de Moore. És una creença comuna, tot i que errònia, que la llei de Moore fa prediccions que inclouen totes les formes de tecnologia, però realment només està relacionada amb els circuits semiconductors. Molts futuristes encara utilitzen la llei de Moore per descriure idees com les exposades per Kurzweil i altres.
Segons Kurzweil, des dels inicis de l'evolució, formes de vida més complexes han evolucionat exponencialment més ràpid, així com els éssers humans, que tenen la capacitat de dissenyar amb eficàcia intencionadament nous trets que substitueixin els mecanismes relativament cecs de la selecció natural. Per extensió, la taxa de progrés tècnic entre els humans també ha incrementat exponencialment: així com descobrim maneres més eficients de fer certes coses, també ho fem amb formes més eficients d'aprendre, com el llenguatge, els nombres, la filosofia, el mètode científic, les calculadores, els ordinadors… Cadascun d'aquests avenços en la nostra habilitat per acumular informació ocorren cada vegada més a prop l'un de l'altre. Aquest patró culminarà, com afirma Kurzweil, en un progrés tecnològic inimaginable al mateix segle xxi, arribant a la singularitat, com es descriu al llibre La singularitat és a prop.